# Thrinaxodontidae
Thrinaxodontidés
Famille
Genres de rang inférieur
- † Nanictosaurus
- † Nanocynodon
- † Thrinaxodon
- † Novocynodon ?
- † Bolotridon ?
- † Platycraniellus ?

Les thrinaxodontidés (Thrinaxodontidae) forment une famille éteinte de thérapsides cynodontes ayant vécu de la fin du Permien jusqu'au début du Trias, qui comprend les genres Thrinaxodon, Nanictosaurus ainsi que Nanocynodon et possiblement Novocynodon, Bolotridon et Platycraniellus. 

## Classification et caractéristiques
Tous les thrinaxodontidés se caractérisent par la présence un palais secondaire osseux et ils constituent des membres basaux du clade des Epicynodontia. Cependant, certaines études considèrent cette famille comme un groupe paraphylétique représentant un grade évolutif d'épicynodontes basaux, plutôt que d'être un réel taxon.